# مئويتي (رواية)
رواية مئويتي (Mein Jahrhundert) هي عمل أدبي للكاتب الألماني غونتر غراس الحائز على جائزة نوبل للأدب سنة 1999، نُشرت عام 1999، وتُعد من أبرز أعماله المتأخرة التي تجمع بين التأريخ الأدبي والتأمل الشخصي.

## أحداث الرواية
تتناول رواية مئويتي للكاتب الألماني غونتر غراس أحداث القرن العشرين من خلال مئة فصل قصير، يمثل كل فصل منها عامًا من أعوام القرن، بدءًا من عام 1900 وانتهاءً بعام 1999. يُقدّم غراس في كل فصل سردًا فريدًا بصوت راوٍ مختلف، تتنوع بين شخصيات حقيقية وخيالية، أفراد عاديين، جنود، نساء، أطفال، وحتى جمادات، مما يمنح الرواية طابعًا فسيفسائيًا يعكس تعددية التجربة الألمانية خلال هذا القرن. تغطي الرواية أبرز المحطات التاريخية والسياسية والثقافية، مثل الحربين العالميتين، صعود النازية، تقسيم ألمانيا، حركة الطلاب في الستينيات، سقوط جدار برلين، وتوحيد البلاد، إلى جانب أحداث اجتماعية ويومية تُظهر التحولات العميقة في المجتمع الألماني. بأسلوبه الساخر والرمزي، يدمج غراس بين التأريخ الأدبي والتأمل الذاتي، ليقدّم صورة بانورامية لتاريخ ألمانيا الحديث من منظور شخصي وجماعي متعدد الأصوات.

## شخصيات الرواية
رواية مئويتي لا تتبع نمطًا تقليديًا في بناء الشخصيات، إذ أنها تتكون من مئة فصل قصير، كل فصل يُروى بصوت مختلف يمثل عامًا من القرن العشرين. لذلك، لا توجد شخصيات رئيسية ثابتة، بل تتعدد الأصوات السردية لتشمل
- شخصيات خيالية: مثل جنود، أطفال، نساء، عمال، فلاحين، ومواطنين عاديين، يعبّرون عن تجاربهم الشخصية في سياق الأحداث التاريخية.
- شخصيات حقيقية: يظهر في بعض الفصول شخصيات تاريخية مثل أدولف هتلر، كونراد أديناور، أو حتى غونتر غراس نفسه، حيث يعلّق على أحداث معينة من وجهة نظره.
- أشياء أو مفاهيم ناطقة: في بعض الفصول، يتخذ السرد شكلًا رمزيًا، حيث تروي الأحداث جمادات أو مفاهيم مجردة، مثل جدار برلين أو الذاكرة الجماعية.

## أسلوب الرواية
رواية مئويتي لغونتر غراس تتميز بأسلوب سردي فريد يجمع بين التأريخ الأدبي والتأمل الفلسفي، حيث يقدم الكاتب مئة قصة قصيرة تمثل كل منها عامًا من القرن العشرين، بأسلوب متنوع يجمع بين السخرية، النقد السياسي، واللمحات الشعرية. يستخدم غراس في الرواية تقنيات سردية متعددة، منها تعدد الأصوات، وتداخل الذاتي بالجمعي، مما يمنح النص طابعًا موسوعيًا يعكس تحولات التاريخ الأوروبي من منظور شخصي وجماعي. كما يتسم أسلوبه بالتهكم اللاذع واللغة الغنية بالتفاصيل، ما يجعل الرواية أقرب إلى شهادة أدبية على قرن مضطرب

## النقد والاستقبال
حظيت رواية مئويتي لغونتر غراس باستقبال نقدي متباين، حيث أشاد العديد من النقاد بتجربتها السردية الفريدة التي تمزج بين التأريخ الأدبي والتأمل الشخصي، واعتبروها شهادة بانورامية على القرن العشرين من منظور ألماني متعدد الأصوات. وقد أثنى النقاد على تنوع الأسلوب وتعدد الرواة، مما منح الرواية طابعًا موسوعيًا يعكس تعقيدات التاريخ الأوروبي الحديث. في المقابل، رأى بعض القراء أن غياب الحبكة التقليدية وتفاوت نبرة الفصول قد يُضعف التماسك الفني للنص، ويجعل القراءة مجزأة. ومع ذلك، تُعد الرواية من أبرز أعمال غراس المتأخرة، وتُظهر قدرته على توظيف السخرية والرمزية في معالجة قضايا الهوية، الذاكرة، والسياسة